# Celestus montanus
Celestus montanus là một loài thằn lằn trong họ Anguidae. Loài này được Schmidt mô tả khoa học đầu tiên năm 1933.